# 타펠무지크
타펠무지크(Tafelmusik) 또는 식탁음악은 봉건주의시대에 왕후(王侯) 귀족 등이 식사할 때, 자기전용악단으로 하여금 연주케 한 음악 또는, 특히 그것을 위해 작곡된 것을 말한다. 바로크 시대부터 초기고전파시대에 있던 것으로, 규모가 작은 것으로부터 다소 장대한 것까지 있다. 그런 것 중에서 텔레만의 것이 가장 널리 알려져 있다. 텔레만의 작품은 3집(集)으로 되었으며, 각 집은 협주곡이나 트리오 소나타 등을 가진 대작이다.